# Nini Theilade

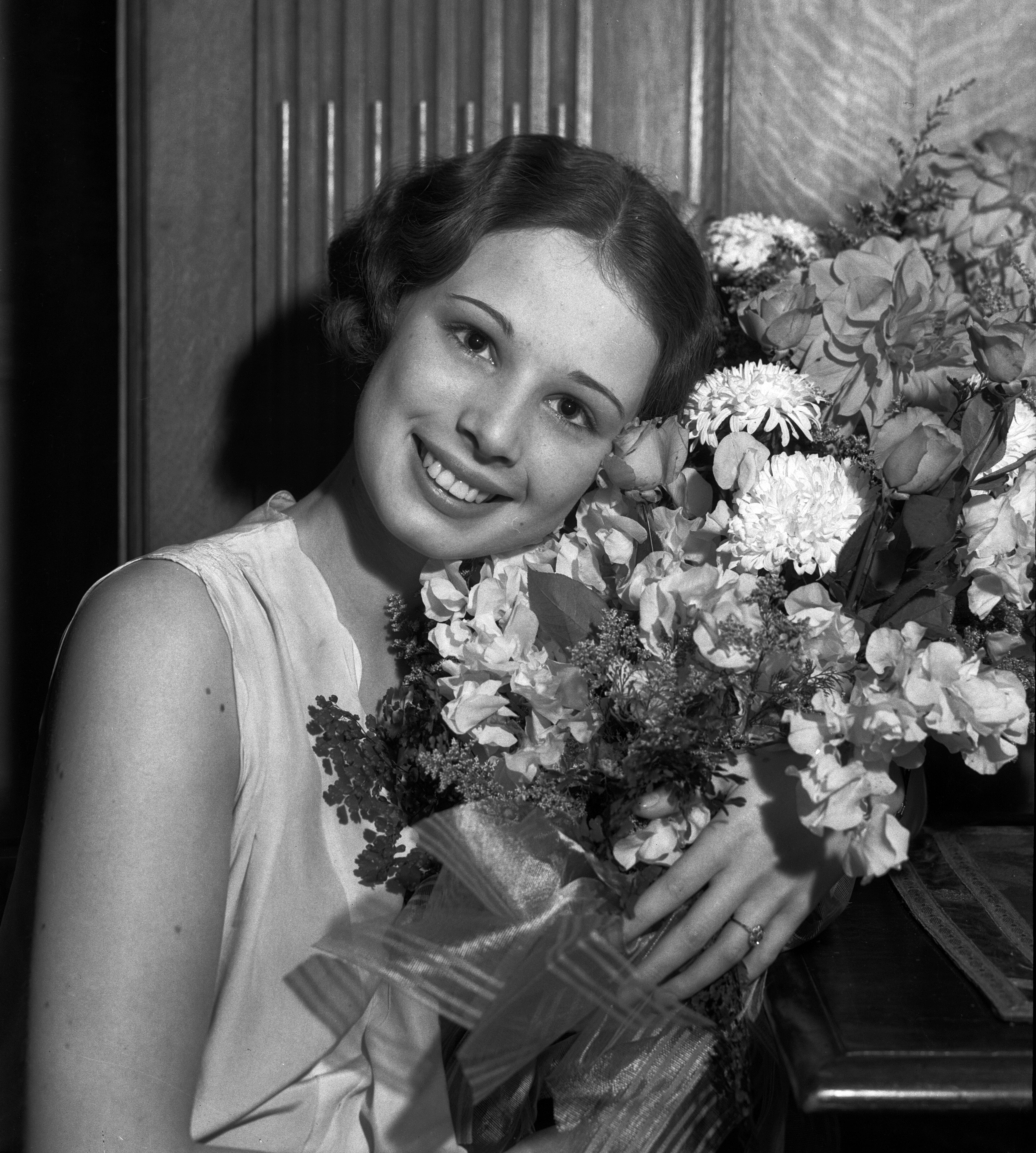
Nini Theilade (1934)

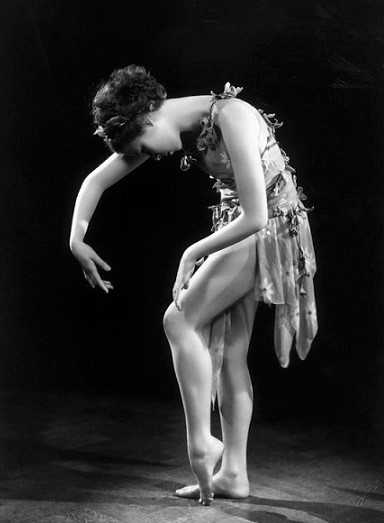
Nini Theilade (1933)

Nini Arlette Theilade (* 15. Juni 1915, Poerwokerto, damaliges Niederländisch-Indien; † 13. Februar 2018 in Hesselager, Fünen) war eine dänische Balletttänzerin, Ballettchoreografin und Schauspielerin.

## Leben und Karriere
Sie wurde als Tochter von Hans T. Theilade (1886–1965) und Joanna Catarina Theilade (1885–1941) in der Kolonie Niederländisch-Indien geboren, bald darauf zog die Familie jedoch in ihr Heimatland Dänemark zurück. Bereits früh entdeckte man ihr Talent, ausgebildet wurde sie bei der russischen Ballerina Lubov Egorova in Paris. Sie trat unter anderem mit Stars wie Anna Pawlowa und Sergei Lifar in Stücken auf. Im Alter von 16 Jahren war sie als Primaballerina mit entsprechenden Soloszenen an den wichtigsten Bühnen Europas zu sehen, darunter am Königlich-Dänischem Theater. Theilade trat unter anderem in den Niederlanden, Deutschland, Dänemark, Frankreich, der Schweiz, Schweden, Finnland und den Vereinigten Staaten auf. 1931 begegnete sie Max Reinhardt, der sie unter anderem in den Theaterproduktionen Hoffmanns Erzählungen und Die schöne Helena besetzte. 1933 hatte sie einen Auftritt im deutschen Film Der große Bluff mit Theo Lingen.
In den USA kam es 1935 mit der aufwendigen Shakespeare-Verfilmung Ein Sommernachtstraum zu einer erneuten Zusammenarbeit zwischen Reinhardt und Theilade. Sie tanzte in der Nebenrolle einer Fee gleich mehrere bemerkenswerte Solotänze und Choreografien im Film, die von Bronislava Nijinska entwickelt worden waren. Von 1938 bis 1940 tanzte sie mit dem Ballet Russe de Monte Carlo unter Leitung von Léonide Massine, das unter anderem an der Metropolitan Opera auftrat. Anfang der 1940er-Jahre trat Theilade in Brasilien auf. In den folgenden Jahrzehnten arbeitete Theilade vor allem als Ballettlehrerin und entwickelte eigene Choreografien, etwa zu César Francks Psyche oder Robert Schumanns Concerto. Ab den 1950er-Jahren arbeitete sie vor allem in Dänemark, unter anderem am Dänischen Staatstheater. Außerdem produzierte sie 1965 eines der ersten Fernsehballetts. Sie arbeitete noch bis zum Alter von rund 95 Jahren als Ballettlehrerin am Odense Teater und trat noch bis wenige Jahre vor ihrem Tod vereinzelt am Ballett auf. Zuletzt war sie vor allem als Interviewpartnerin beliebt.
2006 veröffentlichte Lone Kühlmann die Biografie Nini Theilade – Dansen var det hele værd. Nini Theilade war zweimal verheiratet, mit Peter Loopuyt von 1940 bis zu dessen Tod 1965 sowie mit Arne Buchter-Larsen von 1967 bis zu dessen Tod 1987. Sie starb im Februar 2018 im Alter von 102 Jahren.

## Choreografien (Auswahl)
- 1936: Psyché (Musik: César Franck)
- 1938: Cirklen (Musik: Pjotr Iljitsch Tschaikowski)
- 1940: Nuage
- 1950: Metaphor (Musik: Niels Viggo Bentzon)
- 1950: Concerto (Musik: Robert Schumann)
- 1968: Kalkbillede

## Filmografie
- 1933: Der große Bluff
- 1934: Sången till henne
- 1935: Ein Sommernachtstraum (A Midsummer Night’s Dream)
- 1974: Hvor er Ulla Katrine?
- 2008: Verdens morsomste mand (Fernsehdokumentation)
- 2011: Kunstnermøder: Martin Hall møder Nini Theilade (Fernsehdokumentation)